# Dirty Sticky Floors
Dirty Sticky Floors – singel Dave’a Gahana, frontmana i wokalisty Depeche Mode, promujący debiutancki album Paper Monsters. „Dirty Sticky Floors” jest pierwszym singlem w solowej karierze Gahana. Jego premiera miała miejsce w maju 2003 roku, na miesiąc przed wydaniem albumu. Singel osiągnął 18. miejsce UK Singles Chart oraz 5. miejsce na Hot Dance Club Play Chart. Utwór został nieco zremiksowany w wydaniu singlowym.

## WydaniaMute
- STUMM216 wydany 2003:
  1. Dirty Sticky Floors (JXL Radio edit) – 3:22
  2. Dirty Sticky Floors (Junkie XL Vocal Remix Edit) – 7:33
  3. Dirty Sticky Floors (Junkie XL Dub Edit) – 7:45

- bez numeru katalogowego, wydany 2003:
  1. Dirty Sticky Floors (Radio Mix) – 3:14
  2. Dirty Sticky Floors (JXL Radio edit) – 3:22

- bez numeru katalogowego, wydany 2003:
  1. Dirty Sticky Floors (JXL Remix – Vocal Edit) – 7:33
  2. Dirty Sticky Floors (Junkie XL Dub) – 12:21

- bez numeru katalogowego, wydany 2003:
  1. Dirty Sticky Floors (Silencer Remix) – 6:45

- bez numeru katalogowego, wydany 2003:
  1. Dirty Sticky Floors (Radio Mix) – 3:14

- singel promo, bez numeru katalogowego, wydany 2003:
  1. Dirty Sticky Floors (JXL Radio edit) – 3:22

- singel promo, bez numeru katalogowego, wydany 2003:
  1. Dirty Sticky Floors (Radio Mix)
  2. Stand Up
  3. Maybe

- singel promo, bez numeru katalogowego, wydany 2003:
  1. Dirty Sticky Floors (Radio Mix)
  2. Stand Up
  3. Maybe
  4. Dirty Sticky Floors (Junkie XL Vocal Remix – Edit)
  5. Dirty Sticky Floors (Lexicon Avenue Vocal Mix – Edit)
  6. Dirty Sticky Floors (The Passengerz Dirty Club Mix – Edit)
  7. Dirty Sticky Floors (Junkie XL Vocal Remix)
  8. Dirty Sticky Floors (Junkie XL Dub)
  9. Dirty Sticky Floors (Lexicon Avenue Vocal Mix)
  10. Dirty Sticky Floors (Silencer Remix)

- singel promo, bez numeru katalogowego, wydany 2003:
  1. Dirty Sticky Floors (Radio Mix) – 3:14
  2. Dirty Sticky Floors (Junkie XL Vocal Remix – Edit) – 7:33

- singel promo, bez numeru katalogowego, wydany 2003:
  1. Dirty Sticky Floors (Radio Mix) – 3:13
  2. Stand Up – 5:29
  3. Maybe – 4:50
  4. Dirty Sticky Floors (Junkie XL Vocal Remix – Edit) – 7:33
  5. Dirty Sticky Floors (Lexicon Avenue Vocal Mix – Edit) – 6:08
  6. Dirty Sticky Floors (The Passengerz Dirty Club Mix – Edit) – 6:09
  7. Dirty Sticky Floors (Junkie XL Dub – Edit) – 7:45
  8. Black And Blue Again (Acoustic) – 4:48